# Aderus tantillus
Aderus tantillus es una especie de coleóptero de la familia Aderidae. Fue descrita científicamente por George Charles Champion en 1890.
Mide de 1.5 a 2 mm.

## Distribución geográfica
Habita en Guatemala hasta el sur de Estados Unidos.